# La Virginia (Chiapas)
La Virginia es una localidad del estado mexicano de Chiapas. Es parte del municipio de Ocosingo.

## Demografía
| Gráfica de evolución demográfica |
|                                  |

| Censo | Población |
| ----- | --------- |
| 1930  | 64        |
| 1940  | 284       |
| 1950  | 206       |
| 1960  | 339       |
| 1970  | —         |
| 1980  | 159       |
| 1990  | 553       |
| 2000  | 739       |
| 2010  | 983       |
| 2020  | 1 105     |